# فابیو پیتورو
فابیو پیتورو (ایتالیایی: Fabio Pittorru؛ زادهٔ ۲۴ اوت ۱۹۲۸ – ۴ سپتامبر ۱۹۹۵) نویسنده اهل ایتالیا بود.
از فیلم‌هایی که وی در آن‌ها نقش داشته‌است، می‌توان به گناه است… اما آن را دوست دارم، آخرین روزهای موسولینی، فیورینا، گاو ماده، قتل‌های هفتگانه بانوی سرخ‌پوش و اقدام بی‌سروصدا اشاره نمود.